# Бужари
Бужари е град — община в североизточната част на бразилския щат Акри. Общината е част от икономико-статистически микрорегион Риу Бранку, мезорегион Вали ду Акри. Граничи на север с щата Амазонас, на юг с община Риу Бранку, на изток с Порту Акри и на запад — със Сена Мадурейра. Населението на общината към 2010 г. е 8474 души, а територията ѝ е 3467,681 km2.